# Avenida Viamonte (Tucumán)
La Avenida Juan José Viamonte (llamada también Avenida Estado de Israel entre avenida Belgrano y Francisco de Aguirre) es una avenida y calle de San Miguel de Tucumán, Tucumán, Argentina. Se extiende desde la avenida Mate de Luna y Ernesto Padilla, hasta la avenida Francisco de Aguirre, en el límite norte de la capital.

## Historia
Originalmente la calle Viamonte era un sendero de tierra, que posteriormente se pavimentó y extendió a la par de la creación de nuevos barrios como Barrio Jardín, Echeverría o Villa Muñecas. En 2012 se realizaron obras para la ampliación de la arteria vehicular, entre avenida Belgrano y Francisco de Aguirre. Estas obras fueron inauguradas el 29 de septiembre de ese año, en consonancia con el aniversario de San Miguel de Tucumán. Las obras consistieron en aumentar el tamaño del pavimento, que pasó a ocupar un ancho de 13 metros hasta calle Italia, 16 metros hasta calle Chile, doble trochas de nueve metros con platabanda hasta calle Ecuador y 13 metros de ancho hasta Francisco de Aguirre. Asimismo se repavimentó toda su extensión y se instaló nueva iluminación a sus costados. En 2016 se renombró al tramo, entre avenida Belgrano y Francisco de Aguirre, como avenida Estado de Israel.

## Sitios de Interés
A lo largo de esta avenida se desarrollan varios lugares de interés y emblemáticos:
- Campo Norte
- Parroquia Nuestra Señora de Montserrat
- Sede de la Patrulla de Protección Ciudadana